# IJslandse voetbalbeker

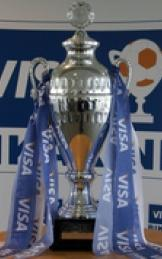
De "beker van IJsland"

De Beker van IJsland is het in 1960 opgerichte nationale voetbalbekertoernooi in IJsland en wordt jaarlijks georganiseerd door de Knattspyrnusamband Íslands (KSÍ).
Om sponsorredenen stond de beker tot en met 2011 bekend als de VISA-Bikar, vanaf 2012 als de Borgunarbikar.
Zeventien clubs wisten een of meerdere keren de finale te bereiken. Elf clubs slaagden erin de Beker van IJsland een of meerdere keren te veroveren. KR Reykjavík is de recordhouder met veertien overwinningen. De winnaar plaatst zich voor de UEFA Europa Conference League (voorheen voor de Europacup II, UEFA Cup) en UEFA Europa League.

## Finales
Van 1960 tot en met 1972 vond de finale op Melavollur plaats. Vanaf 1973 wordt de finale gespeeld in het Laugardalsvöllur.
| Jaar | Winnaar            | Uitslag           | Finalist             |
| ---- | ------------------ | ----------------- | -------------------- |
| 1960 | KR Reykjavík       | 2-0               | Fram Reykjavík       |
| 1961 | KR Reykjavík       | 4-3               | ÍA Akranes           |
| 1962 | KR Reykjavík       | 3-0               | Fram Reykjavík       |
| 1963 | KR Reykjavík       | 4-1               | ÍA Akranes           |
| 1964 | KR Reykjavík       | 4-0               | ÍA Akranes           |
| 1965 | Valur Reykjavík    | 5-3               | ÍA Akranes           |
| 1966 | KR Reykjavík       | 1-0               | Valur Reykjavík      |
| 1967 | KR Reykjavík       | 3-0               | Víkingur Reykjavík   |
| 1968 | ÍBV Vestmannæyjar  | 2-1               | KR Reykjavík-b       |
| 1969 | IB Akureyri        | 1-1, 3-2          | ÍA Akranes           |
| 1970 | Fram Reykjavík     | 2-1               | ÍBV Vestmannæyjar    |
| 1971 | Víkingur Reykjavík | 1-0               | Breiðablik Kópavogur |
| 1972 | ÍBV Vestmannæyjar  | 2-0               | FH Hafnarfjörður     |
| 1973 | Fram Reykjavík     | 2-1               | ÍB Keflavík          |
| 1974 | Valur Reykjavík    | 4-1               | ÍA Akranes           |
| 1975 | ÍB Keflavík        | 1-0               | ÍA Akranes           |
| 1976 | Valur Reykjavík    | 3-0               | ÍA Akranes           |
| 1977 | Valur Reykjavík    | 2-1               | Fram Reykjavík       |
| 1978 | ÍA Akranes         | 1-0               | Valur Reykjavík      |
| 1979 | Fram Reykjavík     | 1-0               | Valur Reykjavík      |
| 1980 | Fram Reykjavík     | 2-1               | ÍBV Vestmannæyjar    |
| 1981 | ÍBV Vestmannæyjar  | 3-2               | Fram Reykjavík       |
| 1982 | ÍA Akranes         | 2-1               | ÍB Keflavík          |
| 1983 | ÍA Akranes         | 2-1 nv            | ÍBV Vestmannæyjar    |
| 1984 | ÍA Akranes         | 2-1               | Fram Reykjavík       |
| 1985 | Fram Reykjavík     | 3-1               | ÍB Keflavík          |
| 1986 | ÍA Akranes         | 2-1               | Fram Reykjavík       |
| 1987 | Fram Reykjavík     | 5-0               | Víðir Gerda          |
| 1988 | Valur Reykjavík    | 1-0               | ÍB Keflavík          |
| 1989 | Fram Reykjavík     | 3-1               | KR Reykjavík         |
| 1990 | Valur Reykjavík    | 1-1, 0-0 ns (5-4) | KR Reykjavík         |
| 1991 | Valur Reykjavík    | 1-1, 1-0          | FH Hafnarfjörður     |
| 1992 | Valur Reykjavík    | 5-2 nv            | KA Akureyri          |

| Jaar | Winnaar                              | Uitslag                              | Finalist                             |
| ---- | ------------------------------------ | ------------------------------------ | ------------------------------------ |
| 1993 | ÍA Akranes                           | 2-1                                  | ÍB Keflavík                          |
| 1994 | KR Reykjavík                         | 2-0                                  | UG Grindavík                         |
| 1995 | KR Reykjavík                         | 2-1                                  | Fram Reykjavík                       |
| 1996 | ÍA Akranes                           | 2-1                                  | ÍBV Vestmannæyjar                    |
| 1997 | ÍB Keflavík                          | 1-1, 0-0 ns (5-4)                    | ÍBV Vestmannæyjar                    |
| 1998 | ÍBV Vestmannæyjar                    | 2-0                                  | IF Leiftur (Olafsfjördur)            |
| 1999 | KR Reykjavík                         | 3-1                                  | ÍA Akranes                           |
| 2000 | ÍA Akranes                           | 2-1                                  | ÍBV Vestmannæyjar                    |
| 2001 | Fylkir Reykjavík                     | 2-2 ns (5-4)                         | KA Akureyri                          |
| 2002 | Fylkir Reykjavík                     | 3-1                                  | Fram Reykjavík                       |
| 2003 | ÍA Akranes                           | 1-0                                  | FH Hafnarfjörður                     |
| 2004 | ÍB Keflavík                          | 3-0                                  | KA Akureyri                          |
| 2005 | Valur Reykjavík                      | 1-0                                  | Fram Reykjavík                       |
| 2006 | ÍB Keflavík                          | 2-0                                  | KR Reykjavík                         |
| 2007 | FH Hafnarfjörður                     | 2-1 nv                               | Fjölnir Reykjavík                    |
| 2008 | KR Reykjavík                         | 1-0                                  | Fjölnir Reykjavík                    |
| 2009 | Breiðablik Kópavogur                 | 2-2 ns (7-6)                         | Fram Reykjavík                       |
| 2010 | FH Hafnarfjörður                     | 4-0                                  | KR Reykjavík                         |
| 2011 | KR Reykjavík                         | 2-0                                  | Þór Akureyri                         |
| 2012 | KR Reykjavík                         | 2-1                                  | Stjarnan Garðabær                    |
| 2013 | Fram Reykjavík                       | 3-3 ns (3-1)                         | Stjarnan Garðabær                    |
| 2014 | KR Reykjavík                         | 2-1                                  | ÍB Keflavík                          |
| 2015 | Valur Reykjavík                      | 2-1                                  | KR Reykjavík                         |
| 2016 | Valur Reykjavík                      | 2-0                                  | ÍB Vestmannaeyja                     |
| 2017 | ÍB Vestmannaeyja                     | 1-0                                  | FH Hafnarfjörður                     |
| 2018 | Stjarnan FC                          | 0-0 ns (4-1)                         | Breiðablik Kópavogur                 |
| 2019 | Víkingur Reykjavík                   | 1-0                                  | FH Hafnarfjörður                     |
| 2020 | niet gespeeld vanwege coronapandemie | niet gespeeld vanwege coronapandemie | niet gespeeld vanwege coronapandemie |
| 2021 | Víkingur Reykjavík                   | 3-0                                  | ÍA Akranes                           |
| 2022 | Víkingur Reykjavík                   | 3-2 nv                               | FH Hafnarfjörður                     |
| 2023 | Víkingur Reykjavík                   | 3-1                                  | KA Akureyri                          |
| 2024 | KA Akureyri                          | 2-0                                  | Víkingur Reykjavík                   |

### Prestatie per club
| Club                 | Titels | Winnaar in:                                                                        |
| -------------------- | ------ | ---------------------------------------------------------------------------------- |
| KR Reykjavík         | 14     | 1960, 1961, 1962, 1963, 1964, 1966, 1967, 1994, 1995, 1999, 2008, 2011, 2012, 2014 |
| Valur Reykjavík      | 11     | 1965, 1974, 1976, 1977, 1988, 1990, 1991, 1992, 2005, 2015, 2016                   |
| ÍA Akranes           | 9      | 1978, 1982, 1983, 1984, 1986, 1993, 1996, 2000, 2003                               |
| Fram Reykjavík       | 8      | 1970, 1973, 1979, 1980, 1985, 1987, 1989, 2013                                     |
| ÍBV Vestmannaeyjar   | 5      | 1968, 1972, 1981, 1998, 2017                                                       |
| Víkingur Reykjavík   | 5      | 1971, 2019, 2021, 2022, 2023                                                       |
| ÍB Keflavík          | 4      | 1975, 1997, 2004, 2006                                                             |
| Fylkir Reykjavík     | 2      | 2001, 2002                                                                         |
| FH Hafnarfjörður     | 2      | 2007, 2010                                                                         |
| ÍB Akureyri          | 2      | 1969, 2024                                                                         |
| Breiðablik Kópavogur | 1      | 2009                                                                               |
| Stjarnan FC          | 1      | 2018                                                                               |